# Veleso
Veleso este o comună din provincia Como, Italia. În 2011 avea o populație de 274 de locuitori.

## Demografie
Veleso - evoluția demografică

|  | Graficele sunt indisponibile din cauza unor probleme tehnice. Mai multe informații se găsesc la Phabricator și la wiki-ul MediaWiki. |

Date: Recensăminte sau birourile de statistică - grafică realizată de Wikipedia